# ルイージ・カニョーラ

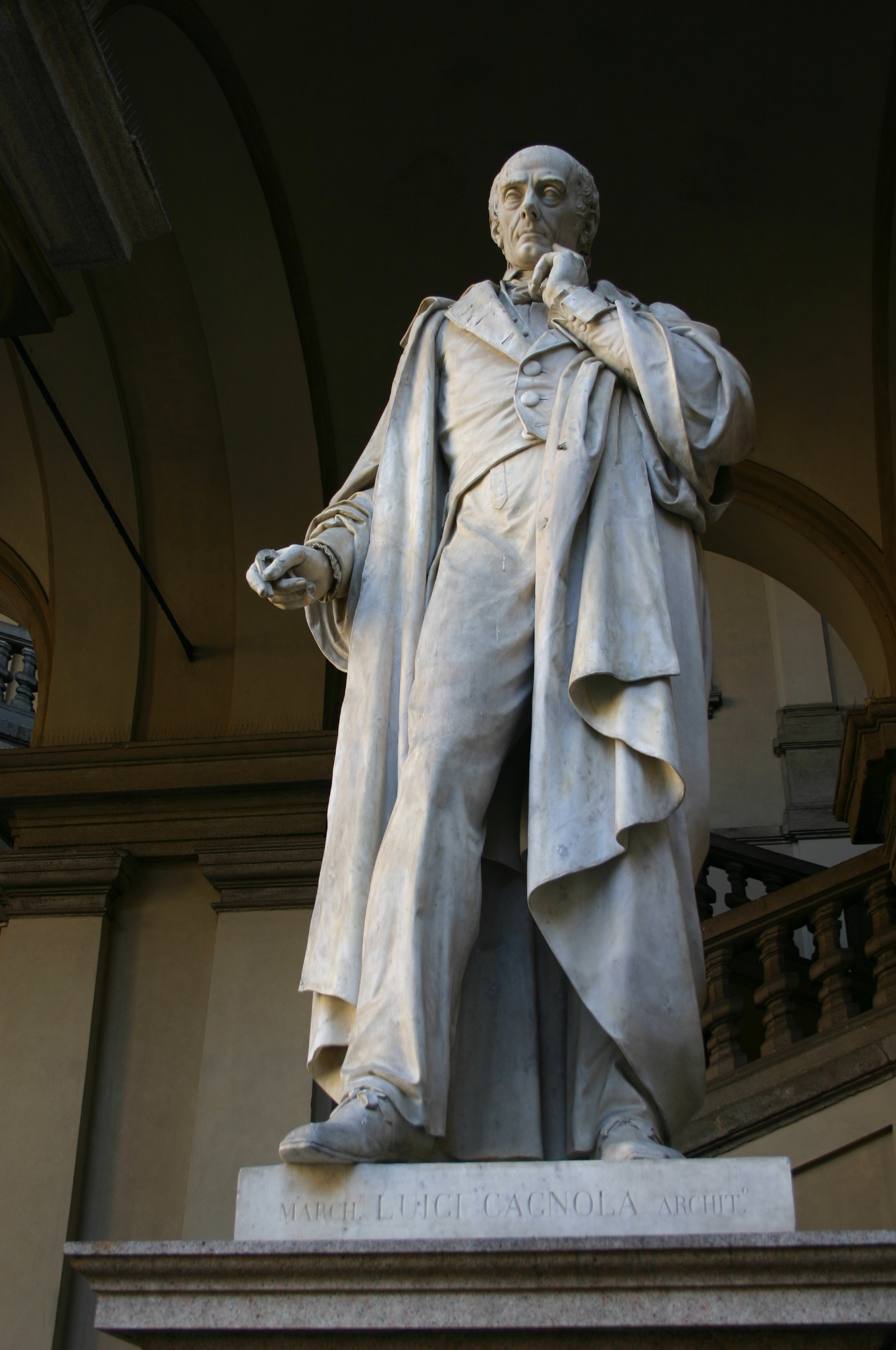
マルケーゼ・ルイジ・カニョーラ

ルイージ・カニョーラ（Marchese Luigi Cagnola、1762年6月9日－1833年8月14日）は、ナポレオンがイタリア王を兼ねた時代、ミラノで指導的役割をはたした新古典主義の建築家。侯爵の称号を授けられた。
おもな作品には厳格なイオニア式のポルタ・ティチネーゼ（1801年－1814年）、あるいはさらに蒙著なアルコ・デッラ・バーチェ（1806年－1838年）を設計した。また、彼の作品には、パンテオンに似たリッサルバの教区教会（1830年頃）、ウルニヤーノにあるドームをカネフォーラが支える蒲洒な鐘楼（1820年頃）、そして多くの円柱がついたギリシア風の自邸（1813年以降）などがある。